# SMA Cup Sant'Elia 2012
Lo SMA Cup Sant'Elia 2012 è stato un torneo di tennis facente parte della categoria ITF Women's Circuit nell'ambito dell'ITF Women's Circuit 2012. Il torneo si è giocato a Roma in Italia dal 25 giugno al 1º luglio 2012 su campi in terra rossa e aveva un montepremi di $25,000.

## Vincitori

### Singolare
María-Teresa Torró-Flor ha battuto in finale  Tereza Mrdeža con il punteggio di 6–3, 6–0

### Doppio
Marie-Ève Pelletier /  Laura Thorpe hanno battuto in finale  Julia Cohen /  Valentina Ivachnenko con il punteggio di 6–0, 3–6, [10–8]